# Tsutsui Junkei
Tsutsui Junkei (筒井 順慶?; 31 marzo 1549 – 15 settembre 1584) è stato un daimyō giapponese del periodo Sengoku appartenente al clan Tsutsui.

## Biografia
Junkei inizialmente si chiamava Fujimasa o Fujikatsu. Quando entrò in possesso del feudo del padre un gran numero di servitori del clan Tsutsui si unì al potente esercito del daimyō Matsunaga Hisahide che tentò di conquistare la provincia di Yamato. 
Per fronteggiare il potente avversario Junkei si mise sotto la protezione di Oda Nobunaga diventando così suo vassallo e assicurandosi che il suo dominio non venisse attaccato. Quando Hisahide si rivoltò contro Nobunaga a Junkei fu ordinato di assediarlo nel castello di Shigi. Dopo la sconfitta di Hisahide (1577) Junkei divenne daimyō dell'intera provincia di Yamato e gli fu ordinato, nel 1580, di supervisionare la distruzioni di castelli delle provincie di Yamato e Kawachi.
Quando Nobunaga morì nel 1582 Junkei si schiero con suo parente Akechi Mitsuhide e portò le proprie forze a Yamazaki; ricordando però la grande forze di Hideyoshi attese fino a quando non fu chiaro che Mitsuhide era sconfitto e quindi gli si avventò contro.
Hideyoshi comunque non dimenticò il tardivo ingresso in campo di Junkei e ridusse il suo feudo di Yamato a 70.000 koku.
Ciò nonostante Junkei supportò Hideyoshi nel 1584 nella campagna contro Tokugawa Ieyasu e conquistò uno dei castelli di Oda Nobuo nella provincia di Ise dopo una sanguinosa battaglia. Morì nello stesso anno.
Dopo la morte di Junkei il clan Tsutsui fu guidato da Tsutsui Sadatsugu, un cugino e figlio adottivo di Junkei.
Shima Sakon e Ukon Shigenobu furono servitori di Junkei e venivano chiamati 'la mano destra e sinistra di Tsutsui Junkei'.